# العلاقات الأسترالية الليسوتوية
العلاقات الأسترالية الليسوتوية هي العلاقات الثنائية التي تجمع بين أستراليا وليسوتو.

## مقارنة بين البلدين
هذه مقارنة عامة ومرجعية للدولتين:
| وجه المقارنة                                              | أستراليا                                   | ليسوتو                      |
| --------------------------------------------------------- | ------------------------------------------ | --------------------------- |
| المساحة (كم2)                                             | 7.69 مليون                                 | 32.96 ألف                   |
| عدد السكان (نسمة)                                         | 24.51 مليون                                | 2.23 مليون                  |
| الكثافة السكانية (ن./كم²)                                 | 3.19                                       | 67.66                       |
| العاصمة                                                   | كانبرا، ملبورن                             | ماسيرو                      |
| اللغة الرسمية                                             | لغة إنجليزية                               | لغة إنجليزية، اللغة السوتية |
| العملة                                                    | دولار أسترالي، جنيه إسترليني، جنيه أسترالي | لوتي ليسوتو                 |
| الناتج المحلي الإجمالي (بليون دولار)                      | 1.32 تريليون                               | 2.64 مليار                  |
| الناتج المحلي الإجمالي (تعادل القوة الشرائية) بليون دولار | 1.10 تريليون                               | 6.30 مليار                  |
| الناتج المحلي الإجمالي الاسمي للفرد دولار أمريكي          | 56.31 ألف                                  | 1.07 ألف                    |
| الناتج المحلي الإجمالي للفرد دولار أمريكي                 | 45.92 ألف                                  | 2.64 ألف                    |
| مؤشر التنمية البشرية                                      | 0.939                                      | 0.497                       |
| رمز المكالمات الدولي                                      | +61                                        | +266                        |
| رمز الإنترنت                                              | .au                                        | .ls                         |
| المنطقة الزمنية                                           |                                            | ت ع م+02:00                 |

## منظمات دولية مشتركة
يشترك البلدان في عضوية مجموعة من المنظمات الدولية، منها:
| علم المنظمة | اسم المنظمة                               | تاريخ انضمام أستراليا | تاريخ انضمام ليسوتو |
| ----------- | ----------------------------------------- | --------------------- | ------------------- |
|             | يونسكو                                    | 4 نوفمبر 1946         | 29 سبتمبر 1967      |
|             | مؤسسة التمويل الدولية                     | 20 يوليو 1956         | 29 سبتمبر 1972      |
|             | المركز الدولي لتسوية المنازعات الاستشارية | 1 يونيو 1991          | 7 أغسطس 1969        |
|             | منظمة حظر الأسلحة الكيميائية              | ?                     | ?                   |
|             | مؤسسة التنمية الدولية                     | 24 سبتمبر 1960        | 19 سبتمبر 1968      |
|             | منظمة التجارة العالمية                    | ?                     | ?                   |
|             | وكالة ضمان الاستثمار متعدد الأطراف        | 10 فبراير 1999        | 12 أبريل 1988       |
|             | الاتحاد البريدي العالمي                   | ?                     | ?                   |
|             | الاتحاد الدولي للاتصالات                  | 27 مايو 1878          | 26 مايو 1967        |
|             | منظمة الشرطة الجنائية الدولية             | ?                     | ?                   |
|             | الأمم المتحدة                             | 1 نوفمبر 1945         | 17 أكتوبر 1966      |
|             | البنك الدولي للإنشاء والتعمير             | 5 أغسطس 1947          | 25 يوليو 1968       |
|             | دول الكومنولث                             | ?                     | 1966                |

## وصلات خارجية
- موقع وزارة الخارجية الأسترالية
- موقع وزارة الخارجية الليسوتوية